# Psychiatrische Universitätsklinik Zürich

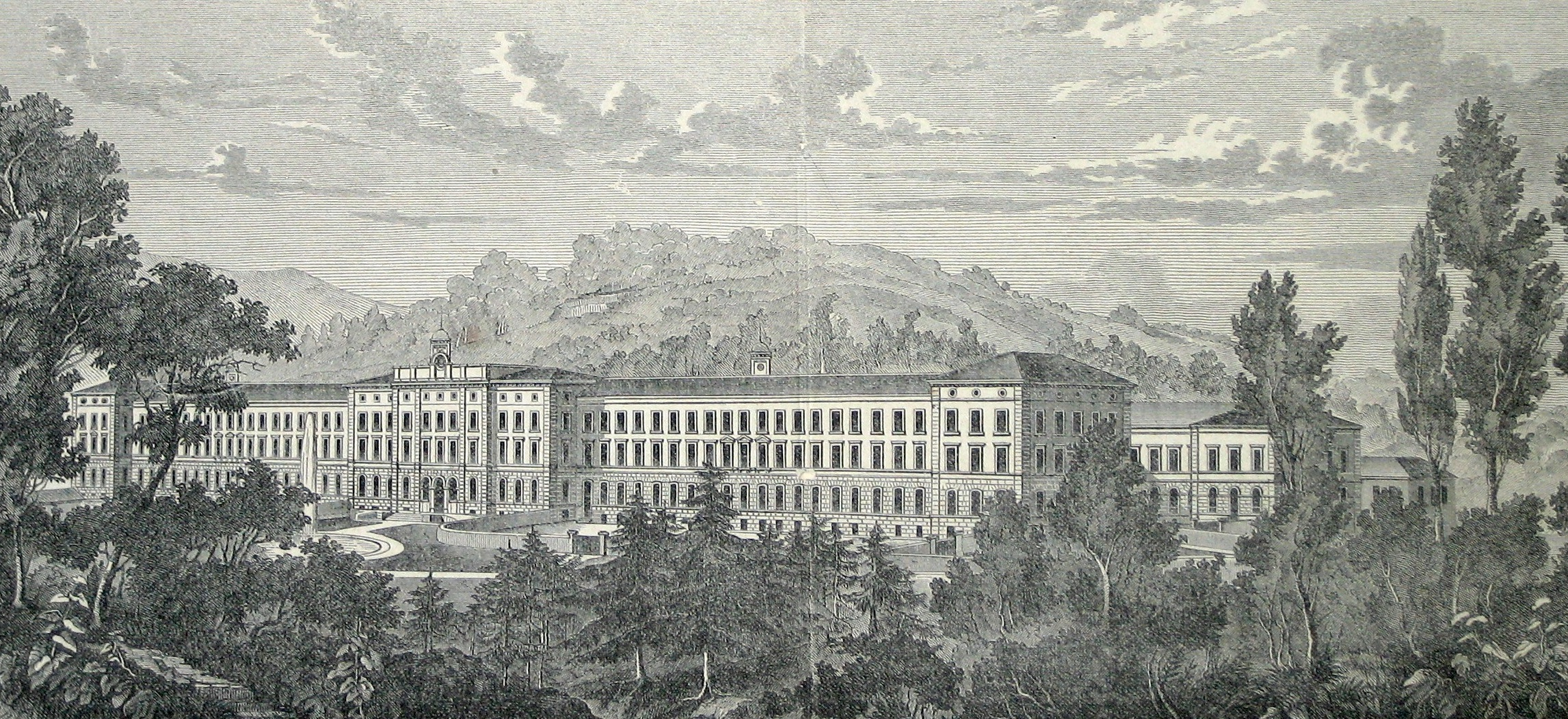
Klinik Burghölzli um 1890

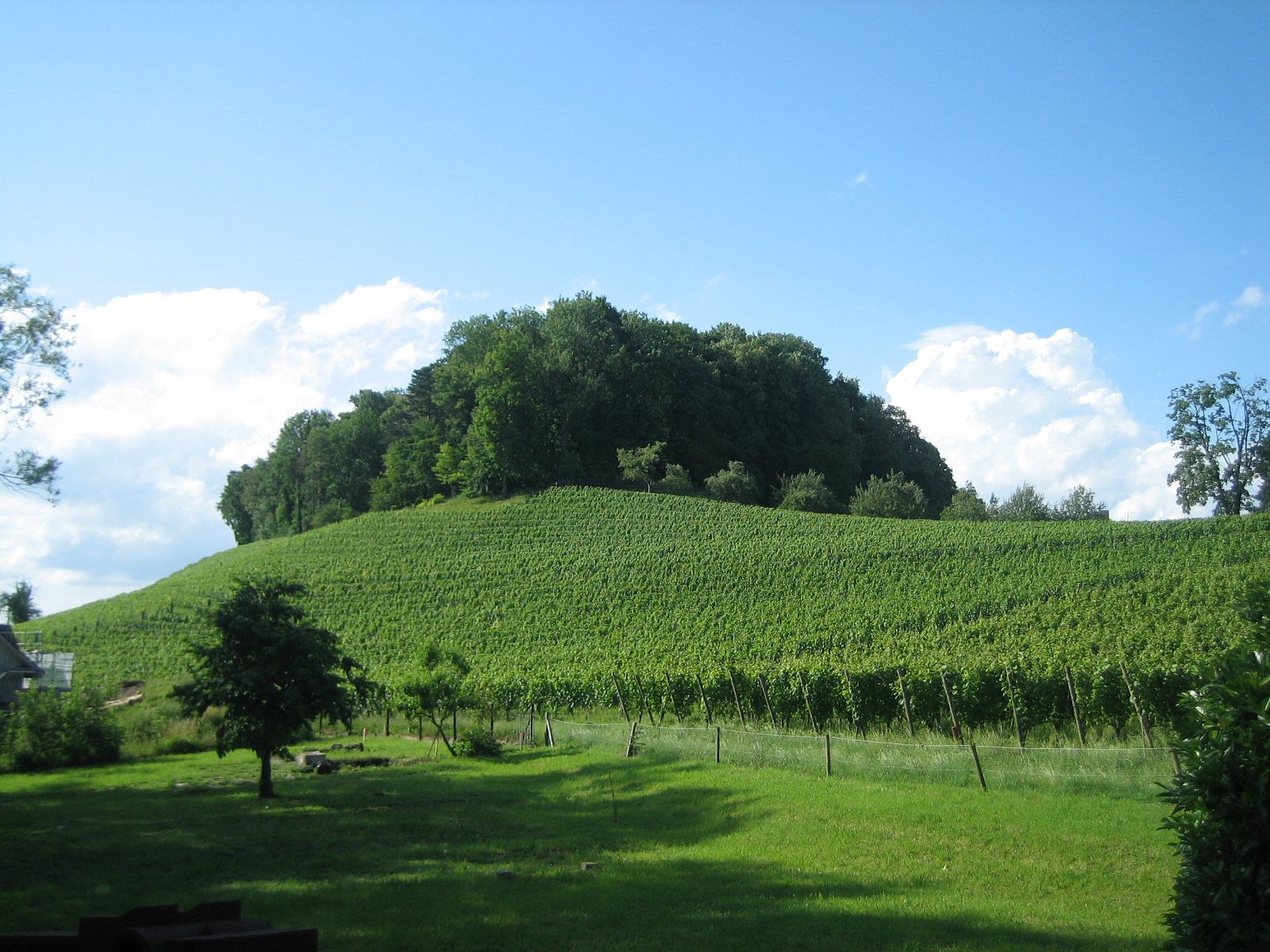
Burghölzlihügel

Bis Januar 2024 verwendetes Logo

Die Psychiatrische Universitätsklinik Zürich (PUK) ist eine psychiatrische Klinik. Seit 2018 ist sie eine kantonale öffentlich-rechtliche Anstalt und damit dem Universitätsspital Zürich gleichgestellt. Die PUK befindet sich bei einem bewaldeten Hügel (dem Burghölzli) im Quartier Weinegg im Südosten der Stadt Zürich. Traditionell und im Volksmund wird sie daher auch Burghölzli genannt.

## Geschichte
Die Gründung der Klinik ging massgeblich auf Wilhelm Griesinger zurück, der richtungsweisend die Psychiatrie seiner Zeit beeinflusste: Er propagierte ein moderneres und menschlicheres Bild des Patienten. Von 1860 bis 1865 war er in Zürich als Leiter der Klinik für Innere Medizin tätig und wurde dadurch zum Gründervater der Psychiatrischen Klinik.
Das schlossartig angelegte, monumentale Neorenaissance-Gebäude der Klinik stammt vom Zürcher Architekten Johann Caspar Wolff. Es wurde in den Jahren 1864 bis 1870 errichtet. Die Eröffnung der Klinik fand 1870 statt. Ihr erster Direktor war Bernhard von Gudden, der seine Leitungsfunktion mit einer Lehrtätigkeit an der Universität Zürich verband. Diese Verknüpfung nahmen auch seine Nachfolger vor. Weil von Gudden die Klinikleitung nur bis 1872 innehatte, war sein Einfluss auf das Burghölzli vergleichsweise gering. Bei einem Vergleich mit seinen Nachfolgern ragen besonders Auguste Forel (Direktor 1879–1898) und Eugen Bleuler (Direktor 1898–1927) heraus. Zu den namhaften Psychiatern, die zeitweilig an der Klinik tätig waren, gehören neben den bereits genannten Carl Gustav Jung, Karl Abraham, Ludwig Binswanger und Eduard Hitzig. Ebenfalls an der Klinik tätig war der nationalsozialistische Rassentheoretiker Robert Ritter.
1911 wurde die Psychiatrische Poliklinik gegründet, die um 1970 ins Kantonsspital integriert wurde. 1967/1968 wurden die Mauern um die «Klinik Burghölzli» eingerissen (Antipsychiatrie). 1970 wurde von Ambros Uchtenhagen der Sozialpsychiatrische Dienst gegründet, der 1994 mit der Einführung der neuen Sektororganisation in die Psychiatrische Universitätsklinik integriert wurde. 1996 wurde das «Gerontopsychiatrische Zentrum Hegibach» eröffnet. 2013 wurde die Sektororganisation wieder aufgegeben.
Es fand eine Fusion der «Klinik für Affektive Erkrankungen und Allgemeinpsychiatrie Zürich Ost» und der «Klinik für Soziale Psychiatrie und Allgemeinpsychiatrie Zürich West» zur «Klinik für Psychiatrie, Psychotherapie und Psychosomatik» statt. Zudem wurde als eigene Abteilung die «Klinik für Forensische Psychiatrie» geschaffen, in welche seit 2015 die Kinder- und Jugendforensik integriert ist.
Es ergab sich durch die Neuordnungen eine Einteilung in die Geschäftsfelder Erwachsenenpsychiatrie, Alterspsychiatrie und Forensik. Es war geplant, die Kinder- und Jugendpsychiatrischen Dienste der Stadt Zürich ab 2015 als vierte Klinik der PUK anzuschliessen.
Mit dem am 1. Januar 2018 in Kraft getretenen Gesetz über die Psychiatrische Universitätsklinik Zürich erhielt die PUK statt der bisherigen Rechtsform eines unselbständigen Betriebs der kantonalen Verwaltung jenen einer selbständigen öffentlich-rechtlichen Anstalt.
Zu den prominenten Patienten gehörten unter anderem Sabina Spielrein, Heinrich Leuthold, Friedrich Glauser und Eduard Einstein.

### Brandkatastrophe vom 6. März 1971
Am frühen Morgen des 6. März 1971 ereignete sich in der Klinik eine Brandkatastrophe. Die Feuerwehr konnte wegen verschlossener Türen und vergitterter Fenster sowie fehlender Schlüssel die eingesperrten Menschen nicht rechtzeitig erreichen. Es starben durch die Rauchgase 28 Menschen, 15 weitere Menschen wurden verletzt. Der Brand gehört zu den opferreichsten Brandkatastrophen der jüngeren Schweizer Geschichte.

## Abteilungen
- Erwachsenenpsychiatrie und Psychotherapie (Direktor: Erich Seifritz)
  - Zentrum für Akute Psychiatrische Erkrankungen
  - Zentrum für Depressionen, Angsterkrankungen und Psychotherapie
  - Zentrum für Abhängigkeitserkrankungen
  - Zentrum für Soziale Psychiatrie
  - Zentrum für Integrative Psychiatrie
  - Zentrum für Psychiatrische Forschung
- Alterspsychiatrie und Psychotherapie (Direktor: Egemen Savaskan)
  - Zentrum für Alterspsychiatrische Versorgung
  - Zentrum für dementielle Erkrankungen und Altersgesundheit
- Forensische Psychiatrie und Psychotherapie (Direktor: Elmar Habermeyer)
  - Zentrum für stationäre Forensische Therapie
  - Ambulante forensische Therapie Erwachsenenforensik
  - Zentrum für Kinder- und Jugendforensik
- Kinder- und Jugendpsychiatrie und Psychotherapie (Direktorin: Susanne Walitza)
  - Zentrum für Kinderpsychiatrie
  - Zentrum für Jugendpsychiatrie
  - Zentrum für Kinder- und Jugendpsychiatrische Forschung
  - Ambulatorien und Spezialangebote

## Direktoren

### Ärztliche Direktoren
| Direktor            | von-bis   | Jahre |
| ------------------- | --------- | ----- |
| Bernhard von Gudden | 1870–1872 | 2     |
| Gustav Huguenin     | 1873–1874 | 1     |
| Eduard Hitzig       | 1875–1879 | 4     |
| Auguste Forel       | 1879–1898 | 19    |
| Eugen Bleuler       | 1898–1927 | 29    |
| Hans W. Maier       | 1927–1941 | 14    |
| Manfred Bleuler     | 1942–1969 | 27    |
| Klaus Ernst         | 1970–1989 | 19    |
| Daniel Hell         | 1991–2009 | 18    |

Ab 2009: siehe "Abteilungen"